# Balladero
Balladero (pravo ime Dominik Bagola), slovenski kantavtor, * 2. oktober 1981, Murska Sobota

## Glasbena pot
Klavir je začel igrati pri sedmih letih, bobne pa pri trinajstih. Kot bobnar se je najprej kalil v bendih Tribelectric, ConFusion in Soundtrade, v katerih je igral tudi njegov brat Aljoša. Leta 2005 se je pridružil zasedbi Psycho-Path, v kateri je nadomestil bobnarja Mateja Šavla. Z njimi je ostal do upokojitve skupine leta 2009. Sodeloval je pri snemanju njihovega zadnjega albuma The Ass-Soul of Psycho-Path (2008), na katerem je izšla tudi skladba »Cookie Jar«, pri kateri je odigral klavir.
Po koncu Psycho-Path se je podal na samostojno pot klavirskega kantavtorja. Svoj prvi solo album Club Deuce je izdal leta 2012. Pri njem je sodeloval z ameriškim producentom Bobbyjem MacIntyrejem, ki je bil tudi producent zadnje plošče Psycho-Path; snemal ga je v njegovem studiu v Miamiju. Z albuma sta kot singla izšli pesmi »Če bi« (2012), ki jo je odpel v duetu z Jadranko Juras, in »I Guess« (2013), s katero se je uvrstil v polfinale mednarodnega tekmovanja v pisanju pesmi, imenovanega preprosto International Songwriting Competition (ISC). Po štirih letih je sledila druga plošča Perfect You (2016). Nastala je pod produkcijsko taktirko Uweja Bosserta, kitarista nemške zasedbe Reamonn, posneta pa je bila v münchenskem studiu Achtung Music. Izid albuma so napovedali »Zlati časi«, ki so bili najbolj predvajana skladba na Valu 202 v letu 2016. Oba albuma sta izšla v samozaložbi (Club2 Records) in na obeh prevladujejo angleška besedila; prvi je bil bolj klavirski in baladen, drugi pa bolj bendovski.
Po krajšem diskografskem premoru je maja 2019 predstavil novo pesem »Še živim«, pri kateri se mu je zopet pridružila Jadranka Juras in ki je postala popevka tedna na Valu 202. Nato je nanizal single »Ponesi me« (2019/2020), ki je bil predelava skladbe »This Grace« z albuma Perfect You, »Drugačen svet« (2020), pri katerem je, tako kot pri »Ponesi me«, za produkcijo poskrbel Žan Serčič, in »Najina« (2021). Maja 2021 je gostoval v Izštekanih, septembra pa je z »Marelicami« nastopil na Popevki. Te so kot singel (v studijski različici) izšle junija 2022.

## Zasebno
Njegov starejši brat je avtor in kreativni direktor Aljoša Bagola. Ima še sestro Urško, ki je prevzela gostilno staršev na Goričkem.
Zaročen je z arhitektko Eriko Mohorič.

## Diskografija

### Albumi
- 2012: Club Deuce
- 2016: Perfect You
- 2023: Neon srce

### Singli
| Leto | Naslov                        | Album       |
| ---- | ----------------------------- | ----------- |
| 2012 | Če bi (ft. Jadranka Juras)    | Club Deuce  |
| 2013 | I Guess                       | Club Deuce  |
| 2016 | Zlati časi                    | Perfect You |
| 2019 | Še živim (ft. Jadranka Juras) | Neon srce   |
| 2019 | Ponesi me                     | Neon srce   |
| 2020 | Drugačen svet                 | Neon srce   |
| 2021 | Najina                        | Neon srce   |
| 2021 | Potujem                       | Neon srce   |
| 2022 | Marelice                      | Neon srce   |
| 2022 | Toplo                         | Neon srce   |
| 2023 | Verjet                        | Neon srce   |

1. ↑  »Ponesi me« je na pretočnih platformah izšla januarja (Spotify, iTunes) oz. novembra 2019 (Amazon, Deezer), a se jo je kot singel začelo promovirati ob objavi videospota januarja 2020.

Kot gostujoči izvajalec
- 2018: Le spomin je tu ostal – Robert Jukič ft. Katja Šulc & Balladero

## Nastopi na glasbenih festivalih

### Slovenska popevka
- 2021: Marelice (Dominik Bagola/Aljoša Bagola, Dominik Bagola/Anže Vrabec) - 8. mesto

### Melodije morja in sonca
- 2024: Kantina (Dominik Bagola/Dominik Bagola/Dominik Bagola) - posebna nagrada MMS bodočnost, 13. mesto (1 točka)